# Ламберт, Роберт Карлович
Роберт Карлович Ламберт (26 февраля 1888, Митава — 4 августа 1927, Ленинград) — советский флейтист и педагог.
Получил образование в Московском Филармоническом училище в 1915 году (возможно в классе В. В. Леонова). Работал в Русской частной опере Зимина в Москве, в 1916 году переехал в Петербург где был солистом оркестра Михайловского Театра Оперы и Балета. При советской власти работал в Петроградском Государственном симфоническом оркестре, где возглавлял группу флейт.
Преподавал в Ленинградской консерватории до 1926 года (с 1924 года — профессор). Среди учеников, в частности Б. Тризно и И. Янус.

## Личная жизнь
Проживал по адресу: ул. Зверинская, д. 33, кв. 44.
В 1919 году женился на артистке Наталье Оттовне Уланд (1889 г.р.).